# Inés Suárez
Inés Suárez (Plasencia, 1507 — Santiago, 1580) foi uma conquistadora espanhola que participou da conquista do Chile com Pedro de Valdivia, defendendo com sucesso a recém-conquistada Santiago contra um ataque em 1541 pelos indígenas Mapuche.

## Início da vida
Suárez nasceu em Plasencia, Extremadura, Espanha em 1507. Ela veio para as Américas aproximadamente em 1537, por volta dos trinta anos. Supõe-se geralmente que ela estava em busca de seu marido Juan de Málaga, que havia deixado a Espanha para servir no Novo Mundo com os irmãos Pizarro. Depois de muito tempo de busca contínua em vários países da América do Sul, ela chegou a Lima em 1538.
O marido de Suárez morreu antes que ela chegasse ao Peru (ela disse a um compatriota que ele morreu no mar) e a próxima informação que se sabe dela é em 1539, quando ela solicitou e obteve, como viúva de um soldado espanhol, um pequena parcela de terra em Cuzco e direitos de encomienda a vários índios.
Pouco depois, Suárez tornou-se amante de Pedro de Valdivia, o conquistador do Chile. A primeira menção de sua amizade com Valdivia foi depois que ele voltou da Batalha de Las Salinas (1538). Embora fossem da mesma região da Espanha e pelo menos um romancista relate uma história de amor de longa data entre eles, não há evidência real de que eles tenham se conhecido antes de sua chegada a Cuzco.

## Conquista do Chile

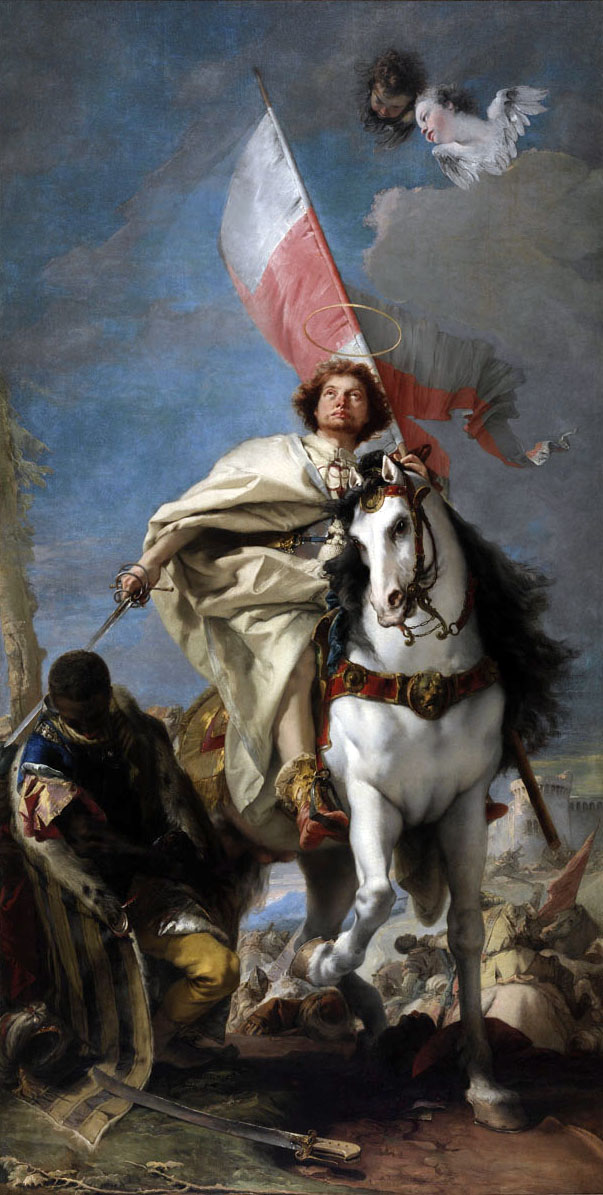
São Tiago, o Matador de Mouros, de Giovanni Battista Tiepolo (Museu de Belas Artes, Budapeste).

No final de 1539, contra as objeções de Francisco Martínez e incentivado por alguns de seus capitães, Valdivia, usando os serviços de intermediação de um padre mercedário, solicitou permissão oficial para que Suárez fizesse parte do grupo de 12 espanhóis que estava levando para o sul. Francisco Pizarro, em sua carta a Valdivia (janeiro de 1540) autorizando Suárez a acompanhar Valdivia como seu empregado doméstico, dirigiu a Suárez as seguintes palavras: "... viagem e você muito corajosamente se colocou diante desse perigo..."
Durante a longa e angustiante viagem ao sul, Suárez, além de cuidar de Valdivia e tratar os doentes e feridos, encontrou água para eles no deserto e salvou Valdivia quando um de seus rivais tentou minar sua empresa e tirar sua vida. Os indígenas, já tendo experimentado as incursões dos espanhóis, (Diego de Almagro, 1535-1536) queimaram suas colheitas e expulsaram seus rebanhos, não deixando nada para o bando de Valdivia e os animais que os acompanhavam.
Em dezembro de 1540, onze meses depois de deixarem Cuzco, Valdivia e seu bando chegaram ao vale do rio Mapocho, onde Valdivia estabeleceria a capital do território. O vale era extenso e bem povoado de nativos. Seu solo era fértil e havia água doce em abundância. Duas altas colinas forneciam posições defensivas. Logo após sua chegada, Valdivia tentou convencer os nativos de suas boas intenções, enviando delegações trazendo presentes para os caciques.
Os nativos mantiveram os presentes, mas, unidos sob a liderança de Michimalonco, atacaram os espanhóis e estavam a ponto de dominá-los. De repente, os nativos largaram suas armas e fugiram. Índios capturados declararam ter visto um homem, montado em um cavalo branco e carregando uma espada nua, descer das nuvens e atacá-los. Os espanhóis decidiram que era uma aparição milagrosa de Santo Iago (São Tiago Maior que já havia sido visto durante a Reconquista na batalha de Clavijo) e, em agradecimento, nomearam a nova cidade Santiago del Nuevo Extremo. A cidade foi oficialmente dedicada em 12 de fevereiro de 1541.

### Primeira destruição de Santiago

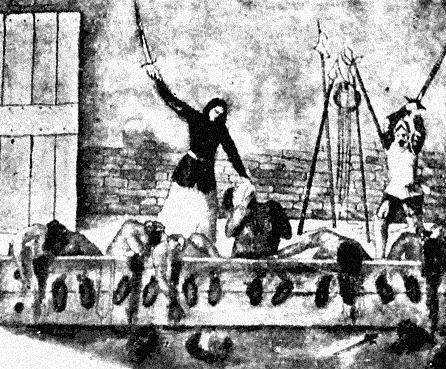
Inés de Suárez decapitando os reféns

Em agosto de 1541, quando Valdivia foi ocupada na costa, Suárez descobriu outro complô para derrubá-lo. Depois de atendidos os conspiradores, Valdivia voltou sua atenção para os índios e convidou sete caciques para se encontrarem com ele para providenciar a entrega de alimentos. Quando os índios chegaram, Valdivia os manteve como reféns para a entrega segura das provisões e a segurança dos assentamentos periféricos. Em 9 de setembro, Valdivia pegou quarenta homens e deixou a cidade para reprimir uma revolta de índios perto do Aconcágua.
No início da manhã de 10 de setembro de 1541, um jovem yanakuna trouxe a notícia ao capitão Alonso de Monroy, que havia sido deixado no comando da cidade, que os bosques ao redor da cidade estavam cheios de nativos. Perguntaram a Suárez se ela achava que os reféns indígenas deveriam ser libertados como um gesto de paz. Ela respondeu que via isso como uma má ideia; se os índios dominassem os espanhóis, os reféns forneceriam seu único poder de barganha. Monroy aceitou seu conselho e convocou um conselho de guerra.
Pouco antes do amanhecer de 11 de setembro, espanhóis montados partiram para enfrentar os índios, cujos números foram estimados primeiro em 8 000 e depois em 20 000, e que eram liderados por Michimalonco. Apesar da vantagem de seus cavalos e de sua habilidade com suas espadas, ao meio-dia os espanhóis foram empurrados para uma retirada para o leste, através do rio Mapocho; e, no meio da tarde, eles voltaram para a própria praça.
Durante todo o dia a batalha se alastrou. Flechas de fogo e tochas incendiaram a maior parte da cidade; quatro espanhóis foram mortos junto com uma vintena de cavalos e outros animais. A situação ficou desesperadora. O padre, Rodrigo González Marmolejo, disse mais tarde que a luta foi como o Dia do Julgamento para os espanhóis e que apenas um milagre os salvou.
Durante todo o dia Suárez estava levando comida e água para os combatentes, cuidando dos feridos, dando-lhes encorajamento e conforto. O historiador Mariño de Lobera escreveu sobre suas atividades durante a batalha:
...e ela foi entre eles, disse-lhes que se eles se sentissem cansados e se estivessem feridos ela os curaria com as próprias mãos... ela foi onde eles estavam, até entre os cascos dos cavalos; e ela não apenas os curou, ela os animou e elevou seu moral, mandando-os de volta para a batalha renovados... cavalo. Essa mulher ficou tão comovida com seu pedido de ajuda que se colocou no meio da briga e o ajudou a montar em seu cavalo...
Suárez reconheceu o desânimo dos homens e o extremo perigo da situação; ela ofereceu uma sugestão. Durante todo o dia os sete caciques, prisioneiros dos espanhóis, gritaram encorajamento ao seu povo. Suárez propôs que os espanhóis decapitassem os sete e jogassem suas cabeças entre os índios para assustá-los. Houve alguma objeção ao plano, pois vários homens achavam que a queda da cidade era iminente e que os caciques cativos seriam sua única vantagem de barganha com os índios. Suárez insistiu que a dela era a única solução viável para o problema deles. Ela então foi até a casa onde os caciques eram guardados por Francisco Rubio e Hernando de la Torre e deu a ordem de execução. Mariño de Lobera conta que o guarda La Torre perguntou: "De que maneira vamos matá-los, Depois que os sete foram decapitados e suas cabeças jogadas entre os índios, Suárez vestiu uma cota de malha e um capacete e, jogando um manto de couro sobre os ombros, ela partiu em seu cavalo branco. De acordo com uma testemunha ocular, "... ela foi até a praça e se colocou na frente de todos os soldados, encorajando-os com palavras de elogio tão exagerados que eles a trataram como se ela fosse uma capitã valente,... em vez de uma mulher disfarçada de soldado com cota de malha de ferro"".
Os espanhóis aproveitaram a confusão e desordem engendrada entre os índios pelas cabeças sangrentas, e esporeando Suárez, conseguiram expulsar os índios agora desordenados da cidade.